# 道の駅尾瀬街道みしま宿

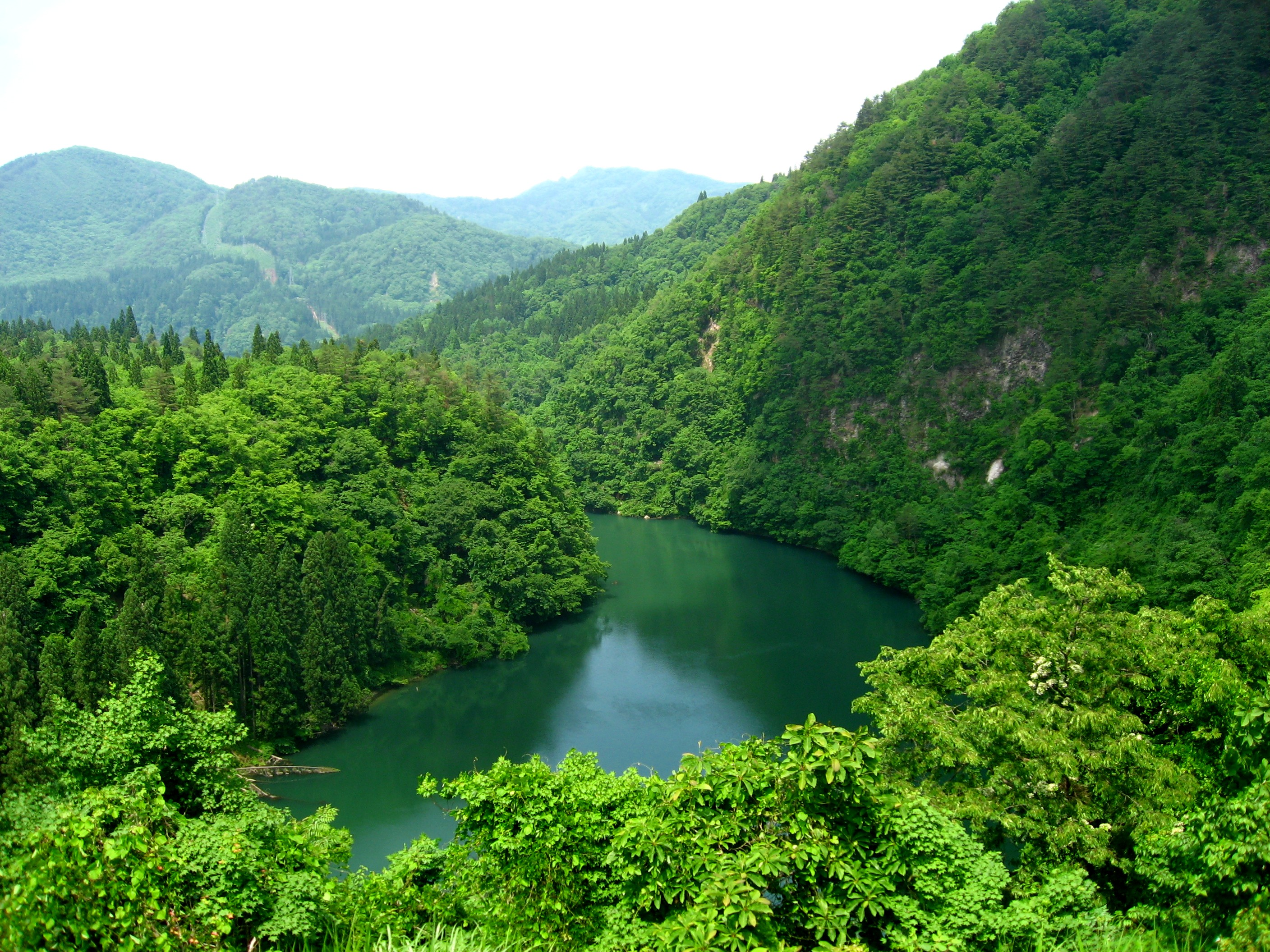
「尾瀬街道みしま宿」から只見川を望む

道の駅尾瀬街道みしま宿（みちのえき おぜかいどうみしまじゅく）は、福島県大沼郡三島町にある国道252号の道の駅である。

## 施設
- 駐車場
  - 普通車：32台
  - 大型車：4台
  - 身障者用：2台
- トイレ
  - 男：大 2器（1器）、小 5器（2器）
  - 女：5器（2器）
  - 身障者用：2器（1器）

※（）内は、24時間利用可能
- 公衆電話：1台
- 自動販売機コーナー
- 軽食コーナー
- 特物産販売

なお、2024年（令和6年）3月1日、隣接地に三島町で唯一のガソリンスタンドである公設民営の「三島町サービスステーション」が移転した。

## 休館日
- 1月1日 - 1月3日

## アクセス
- 国道252号

## 周辺
- 只見川
- JR東日本只見線
  - 会津宮下駅
- 福島県道237号小栗山宮下線
- 福島県道366号滝谷桧原線